# Sundiata Queita
Sundiata Queita (em francês: Soundiata Keïta) foi o primeiro mansa e fundador do Império do Mali, governando de 1235 até 1255. Estabelece seu reino com a derrota de Sumangaru Cante na Batalha de Quirina de 1235. Sundiata Queita venceu Sumangaru após ter reunido vários clãs malinquês. Na ocasião de sua vitória reuniu a Grande Assembleia para preparar a chamada Carta de Curucã Fuga.

## Outras Referências e Links
- «Sundiata Keita: O lendário "Rei Leão" que governou o Império do Mali (DW África)»